# Tommy Banks (homme politique)
Pour les articles homonymes, voir Banks et Tommy Banks.
Thomas Benjamin Banks, dit Tommy Banks, né le 17 décembre 1936 à Calgary et mort le 25 janvier 2018 à Edmonton en Alberta, est un pianiste, chef d'orchestre, arrangeur, compositeur, une personnalité de la télévision et un sénateur canadien.

## Biographie
Né à Calgary (Alberta), Tommy Banks déménage à Edmonton en 1949 où il réside jusqu'à sa mort. Il est animateur de The Tommy Banks Show à la télévision CBC de 1968 à 1983. Il est nommé au Sénat sur la recommandation du Premier ministre Jean Chrétien en 2000 ; il représente la division sénatoriale d'Edmonton. Il siège sous la bannière du Parti libéral et préside le comité permanent du Sénat sur l'énergie, l'environnement et les ressources naturelles.
En 1991, il est fait officier de l'ordre du Canada. En 1993, il reçoit l'ordre d'excellence de l'Alberta.